# Jezioro Lubińskie
Jezioro Lubińskie – jezioro w województwie lubuskim, w powiecie sulęcińskim, w gminie Torzym, położone na obszarze Równiny Torzymskiej.

## Położenie i opis
Jezioro położone jest około 1 km na północ od wsi Lubin. Znajduje się na obszarze polodowcowej rynny gronowsko-rzepińsko-torzymskiej. Ma kształt owalny, z dwoma wyraźnymi ramionami, jednym skierowanym ku północy, a drugim ku wschodowi. Brzegi jeziora są strome, wznoszą się nad lustro wody nawet do kilkunastu metrów. Zbiornik otoczony jest lasami sosnowymi, od zachodu dość szybko przechodzącymi w grunty orne. Linia brzegowa jest słabo rozwinięta, a jezioro posiada jedno duże ploso. Akwen jest jeziorem meromiktycznym – ten rzadki typ jezior charakteryzuje się dużą głębokością i niewielką powierzchnią, która w połączeniu z zalesionymi brzegami ograniczającymi występowanie silnych wiatrów hamuje mieszanie się wód jeziora w okresie wiosennym i jesiennym.
Jezioro nie jest objęte żadną formą ochrony przyrody.

## Hydronimia
Według źródeł jezioro do 1945 roku nazywane było Wildenhagener See (1909, 1928). 17 września 1949 roku wprowadzono nazwę Lubińskie. Obecnie państwowy rejestr nazw geograficznych jako nazwę jeziora również podaje Lubińskie, jednocześnie podając nazwy oboczne: Jezioro Lubińskie oraz Jezioro Lubieńskie.

## Morfometria
Według danych Instytutu Meteorologii i Gospodarki Wodnej powierzchnia zwierciadła wody jeziora wynosi 22,7 ha. Średnia głębokość zbiornika wodnego to 8,8 m, a maksymalna – 21,6 m. Lustro wody znajduje się na wysokości 70,5 m n.p.m. Objętość jeziora wynosi 1997,6 tys. m³. Natomiast A. Choiński określił poprzez planimetrowanie na mapach 1:50 000 wielkość jeziora na 23,0 ha. Maksymalna długość jeziora to 1130 m, a szerokość 270 m. Długość linii brzegowej wynosi 2950 m.
Według Mapy Podziału Hydrograficznego Polski jezioro leży na terenie zlewni czwartego poziomu Rzepia bez zlewni bezodpływowych jez.: Kręcko i Wielicko. Identyfikator MPHP to 17869.

## Zagospodarowanie
Administratorem wód jeziora jest Regionalny Zarząd Gospodarki Wodnej we Wrocławiu. Utworzył on obwód rybacki, który obejmuje wody jeziora Lubińskiego wraz odpływem bez nazwy łączącym jezioro ze strugą Rzepia (obwód rybacki Jeziora Lubińskie na cieku bez nazwy uchodzącym do rzeki Rzepia – nr 1). Gospodarkę rybacką na jeziorze prowadzi Polski Związek Wędkarski Okręg w Zielonej Górze. Ze względu na typologię rybacką jest to jezioro na pograniczu typu sielawowego i leszczowego.